# 洛库利
洛库利（義大利語：Loculi），是意大利撒丁大区努奥罗省的一个市镇。总面积38.28平方公里，人口520人，人口密度13.6人/平方公里（2009年）。ISTAT代码为091040。